# Escriptura rodona

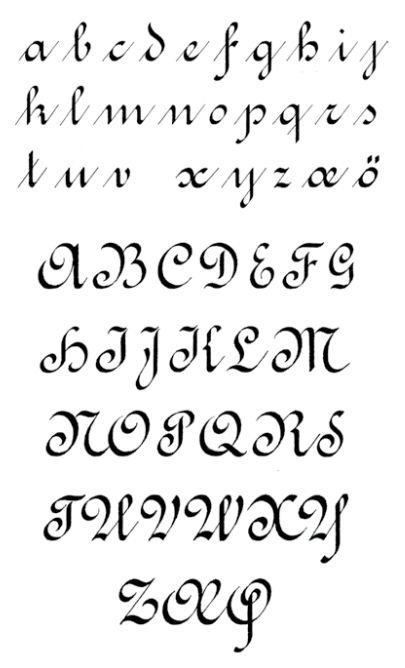
Escriptura rodona danesa

La cal·ligrafia rodona o escriptura rodona (concretament, escriptura rodona francesa atès que n'hi ha d'altres també rodones), és un tipus d'escriptura manual francesa. Aquesta escriptura es caracteritza, com el seu nom indica, per les seves formes arrodonides. Es va utilitzar fins al segle XX en escriptura comercial i administrativa, i com a escriptura escolar abans de ser substituïda per l'escriptura anglesa.

## Història
Aquesta escriptura va aparèixer a finals del segle xvi, fruit d'una evolució de l'escriptura cursiva gòtica que va originar a cancelleresca italiana i a una variant francesa anomenada financera. És un de les primeres caligrafies que ha estat influenciada per una escriptura tipogràfica, el tipus de lletra civilité de Robert Granjon, que va gravar els punxons el 1557 segons una cursiva gòtica. Mestres cal·lígrafs com Louis Barbedor van popularitzar aquesta cal·ligrafia rodona.

## Característiques

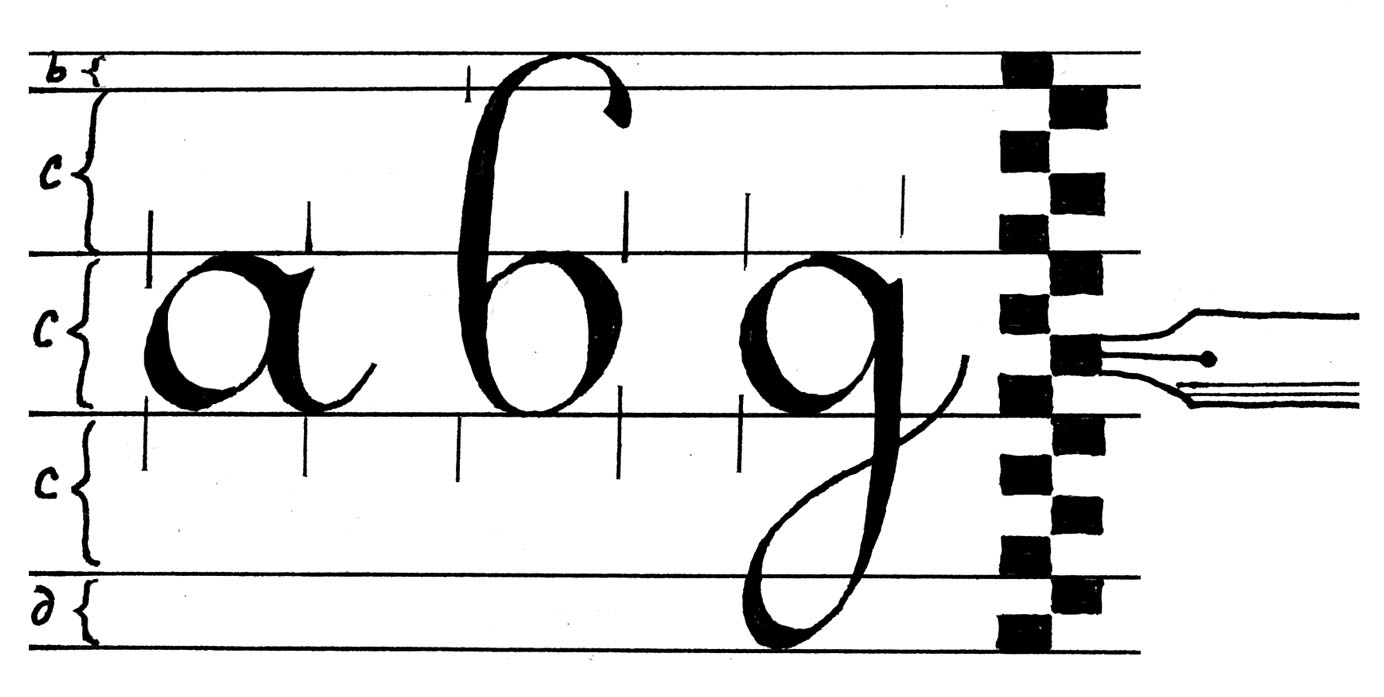
Proporcions de la lletra rodona petita francesa :b : bec de ploma, c: cos, d : mig cos.

Per escriure en cal·ligrafia rodona, com en quasi tots els sistemes de l'època, s'empra una ploma amb el plomí bisellat. L'amplada de la punta depèn del gruix del cos, com també, de la mida de la lletra. L'amplada de la punta (bec de la ploma) és la unitat de mesura. El cos de la lletra, és a dir l'alçada de les minúscules sense ascendents ni descendents, està determinat per quatre vegades punta. L'alçada dels traços ascendents és d'un cos i un bec de ploma (és a dir, cinc becs de ploma) i dels traços descendents, d'un cos i mig. Algunes lletres no segueixen aquestes regles exactament.

Exemple de d'escriptura en cal·ligrafia rodona

L'escriptura rodona és una escriptura recta, les lletres bàsiques encaixen en un quadrat. La ploma es subjecta amb una inclinació de 30 graus. Les majúscules, tenen una alçada de tres cossos. Les lletres minúscules, poden tenir diverses formes segons la seva ubicació dins la paraula: inici, mig, final.

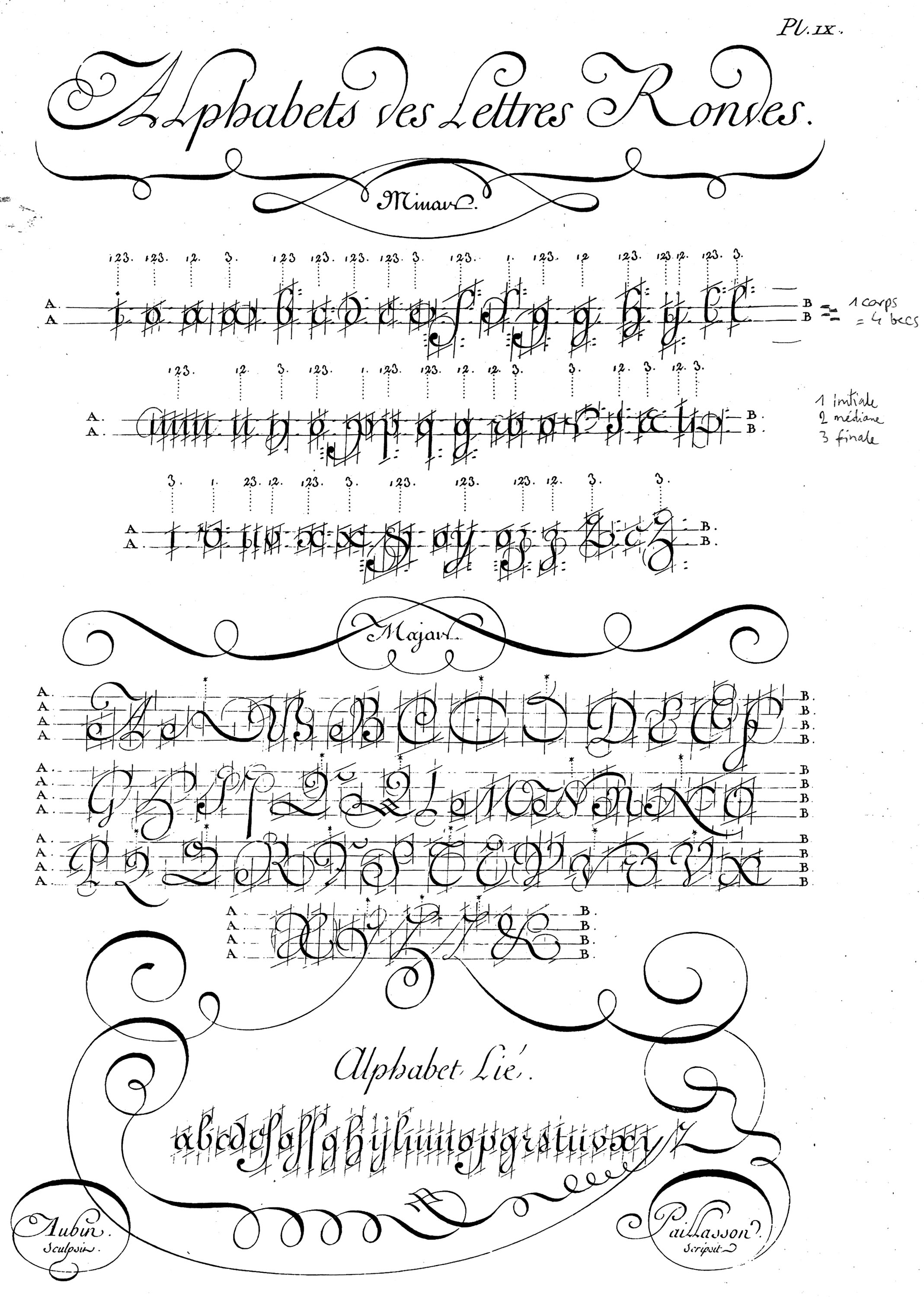
Escriptura rodona, làmina de l' Encyclopédie, del cal·lígraf Charles Paillasson.

L'escriptura rodona es divideix en diverses categories, segons la mida i l'ús que se'n faci. Les diferències no es troben només en les proporcions de les lletres, sinó també en 'interlineat, que és més important en mides petites.
- Rodona gran. És la que s'aprèn primer. L'interlineat és de quatre cossos. S'utilitza per als títols.
- Rodona mitjana. S'utilitza per als subtítols, és amb interlineat de quatre cossos com la gran.
- Rodona petita. Interlineat de cinc cossos, és més difícil de dominar.
- Rodona financera. Es dibuixa com la petita, però més ràpid. És més prima i més inclinada. .
- Rodona menuda. Escriptura ràpida (menuda, per anar ràpid i enviar). Interlineat amb sis cossos o més, és la més petita, ha de romandre regular .